# Liste der Biografien/Chee
Liste der Biografien |
Portal Biografien |
Personensuche
# |
A |
B |
C |
D |
E |
F |
G |
H |
I |
J |
K |
L |
M |
N |
O |
P |
Q |
R |
S |
T |
U |
V |
W |
X |
Y |
Z |
?
 
Ca |
Cb |
Cc |
Ce |
Ch |
Ci |
Cj |
Ck |
Cl |
Cm |
Cn |
Co |
Cr |
Cs |
Ct |
Cu |
Cv |
Cw |
Cy |
Cz
 
Cha |
Chb |
Che |
Chh |
Chi |
Chk |
Chl |
Chm |
Chn |
Cho |
Chr |
Cht |
Chu |
Chv |
Chw |
Chy
 
Chea |
Cheb |
Chec |
Ched |
Chee |
Chef |
Cheg |
Cheh |
Chei |
Chej |
Chek |
Chel |
Chem |
Chen |
Cheo |
Chep |
Cher |
Ches |
Chet |
Cheu |
Chev |
Chew |
Chey |
Chez
Die Liste der Biografien führt alle Personen auf, die in der deutschsprachigen Wikipedia einen Artikel haben. Dieses ist eine Teilliste mit 50 Einträgen von Personen, deren Namen mit den Buchstaben „Chee“ beginnt.

## Chee
- Chee Chee, Benjamin (1944–1977), kanadischer Künstler indianischer Abstammung, dessen kurze Karriere durch Suizid endete
- Chee Choon Keng, malaysischer Badmintonspieler
- Chee Soon Juan (* 1962), singapurischer Politiker (SDP) und Neuropsychologe
- Chee, Hong Tat (* 1973), singapurischer Politiker

### Cheec
- Cheechoo, Jonathan (* 1980), kanadischer Eishockeyspieler

### Cheeg
- Cheeger, Jeff (* 1943), US-amerikanischer Mathematiker

### Cheek
- Cheek (* 1981), finnischer Hip-Hop-Musiker
- Cheek, Alison (1927–2019), australisch-amerikanische Priesterin
- Cheek, Chris (* 1968), US-amerikanischer Jazzsaxophonist
- Cheek, Douglas, US-amerikanischer Filmregisseur, Editor, Produzent und Drehbuchautor
- Cheek, Joey (* 1979), US-amerikanischer Eisschnellläufer
- Cheek, Molly (* 1950), US-amerikanische Schauspielerin
- Cheek, Tom (1939–2005), US-amerikanischer Radiosprecher, Baseballberichterstatter
- Cheeks, Judy (* 1954), US-amerikanische Disco-, Pop- und House-Sängerin
- Cheeks, Maurice (* 1956), US-amerikanischer Basketballspieler

### Cheem
- Cheema, Amrik (* 1970), indischer Snookerspieler
- Cheema, Amrita (* 1997), deutsch-indische Filmschauspielerin
- Cheema, Saba-Nur (* 1987), deutsche PolitikwissenschaftlerinSaba-Nur Cheema (* 1987)

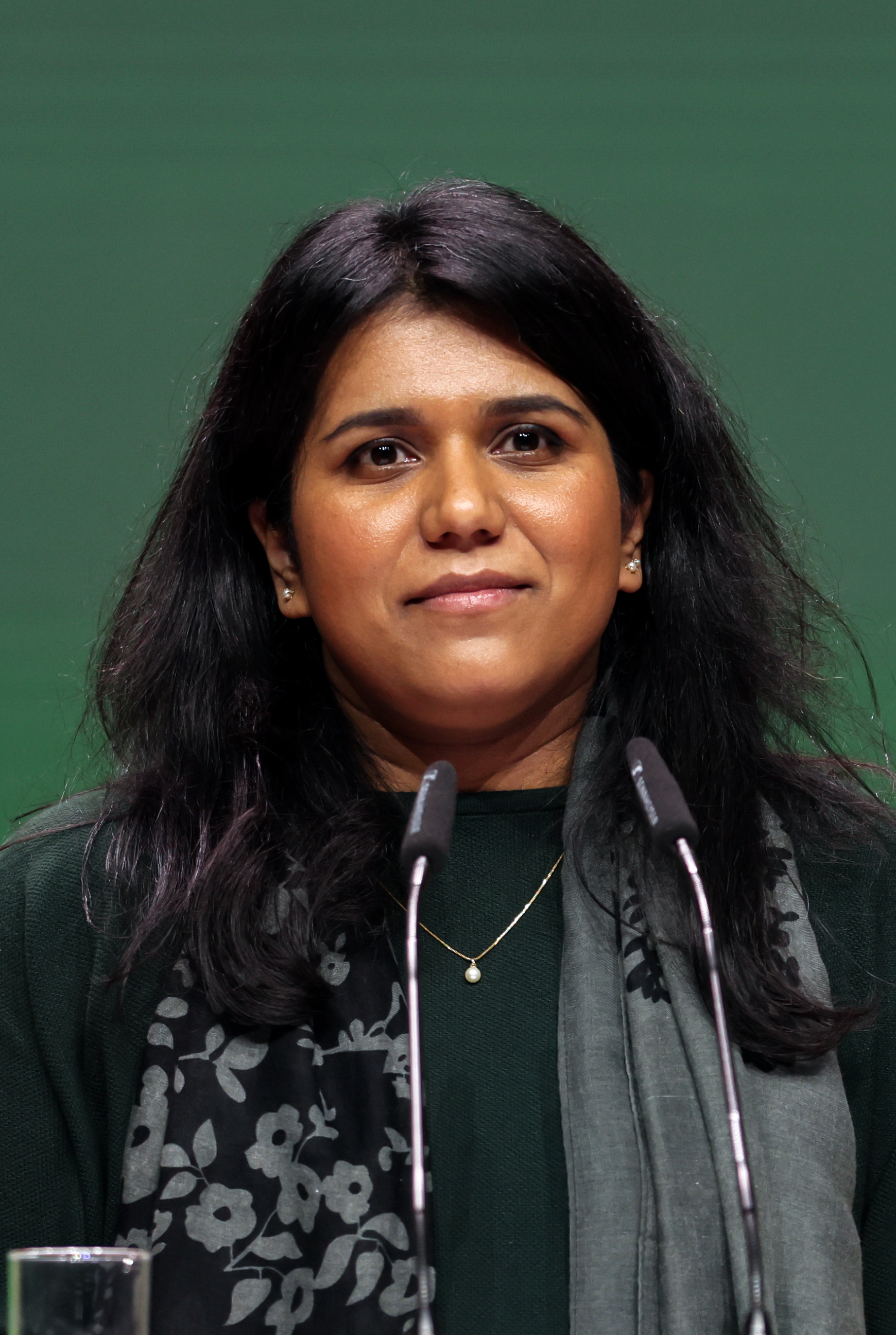
Saba-Nur Cheema (* 1987)

### Cheen
- Cheena, Parvesh (* 1979), US-amerikanischer Schauspieler, Synchronsprecher und Filmproduzent
- Cheenath, Raphael (1934–2016), indischer Ordensgeistlicher, römisch-katholischer Erzbischof von Cuttack-Bhubaneswar

### Cheer
- Cheers, Gordon (* 1954), australischer Autor, Publizist und Verleger

### Chees
- Cheesbourg, Bill (1927–1995), US-amerikanischer Rennfahrer
- Cheese, Richard (* 1965), US-amerikanischer Sänger
- Cheeseborough, Chandra (* 1959), US-amerikanische Sprinterin und Olympiasiegerin
- Cheeseman, Clara (1852–1943), neuseeländische Schriftstellerin
- Cheeseman, Emma (1846–1928), neuseeländische Aquarellistin und Taxidermistin
- Cheeseman, Gwen (* 1951), US-amerikanische Hockeyspielerin
- Cheeseman, Joseph James (1843–1896), elfter Präsident von Liberia
- Cheeseman, Maxwell (* 1962), Radrennfahrer aus Trinidad und Tobago
- Cheeseman, Sylvia (* 1929), britische Leichtathletin und Olympiateilnehmerin
- Cheeseman, Thomas Frederic (1846–1923), neuseeländischer Botaniker und Naturforscher
- Cheesman, Hannah (* 1984), kanadische Filmschauspielerin, Drehbuchautorin, Produzentin und Regisseurin
- Cheesman, Silas (1900–1958), kanadischer Pilot
- Cheesman, Tom (* 1961), englischer Senior Lecturer, Literaturwissenschaftler und literarischer Übersetzer

### Cheet
- Cheetham, Alan (* 1928), US-amerikanischer Paläontologe
- Cheetham, Alfred (1867–1918), britischer Seemann und Polarforscher
- Cheetham, Milne (1869–1938), britischer Diplomat
- Cheetham, Nicolas (1910–2002), britischer Diplomat und Schriftsteller
- Cheetham, Phil (* 1945), britischer Radrennfahrer
- Cheetham, Roy (1939–2019), englischer Fußballspieler
- Cheetham, Susie (* 1986), englische Triathletin
- Cheetwood, Derk (* 1973), US-amerikanischer Schauspieler
- Cheetwood, Drew (* 1983), US-amerikanischer Schauspieler und Synchronsprecher

### Cheev
- Cheever, Eddie (* 1958), US-amerikanischer AutomobilrennfahrerEddie Cheever (* 1958)

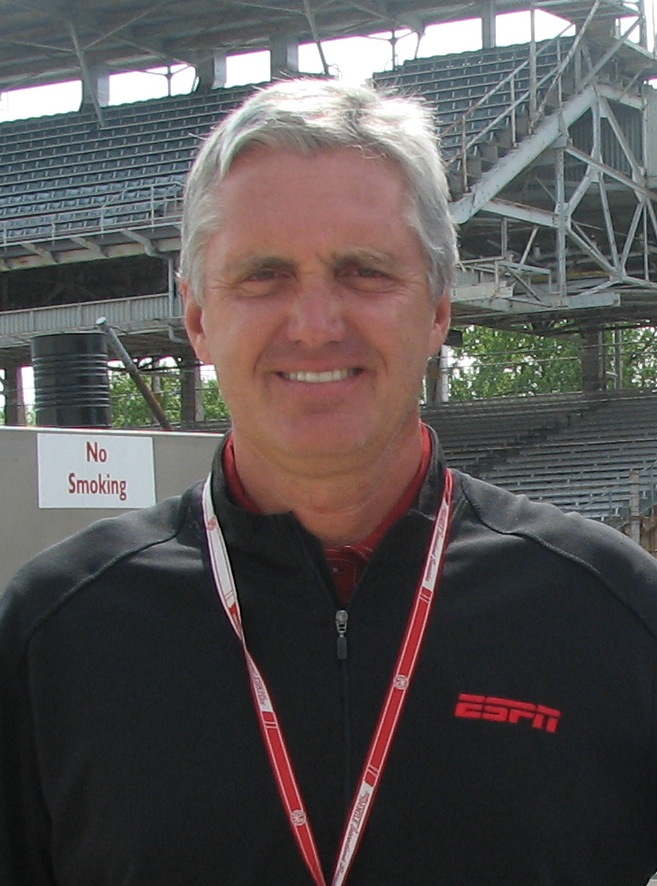
Eddie Cheever (* 1958)

- Cheever, Eddie III (* 1993), italienischer Automobilrennfahrer
- Cheever, John (1912–1982), US-amerikanischer Schriftsteller
- Cheever, Jonathan (* 1985), US-amerikanischer Snowboarder
- Cheever, Ross (* 1964), US-amerikanischer Autorennfahrer
- Cheever, Russ (1911–1987), US-amerikanischer Jazz- und Studiomusiker (Saxophone, Klarinette)
- Cheevers, Gerry (* 1940), kanadischer Eishockeyspieler